# Список музыкальных жанров, направлений и стилей
Существует всего четыре музыкальных направления: народная музыка, духовная музыка, академическая музыка и популярная музыка. Каждому направлению принадлежит некоторое количество музыкальных жанров, и у каждого жанра есть множество стилей.

## Народная музыка

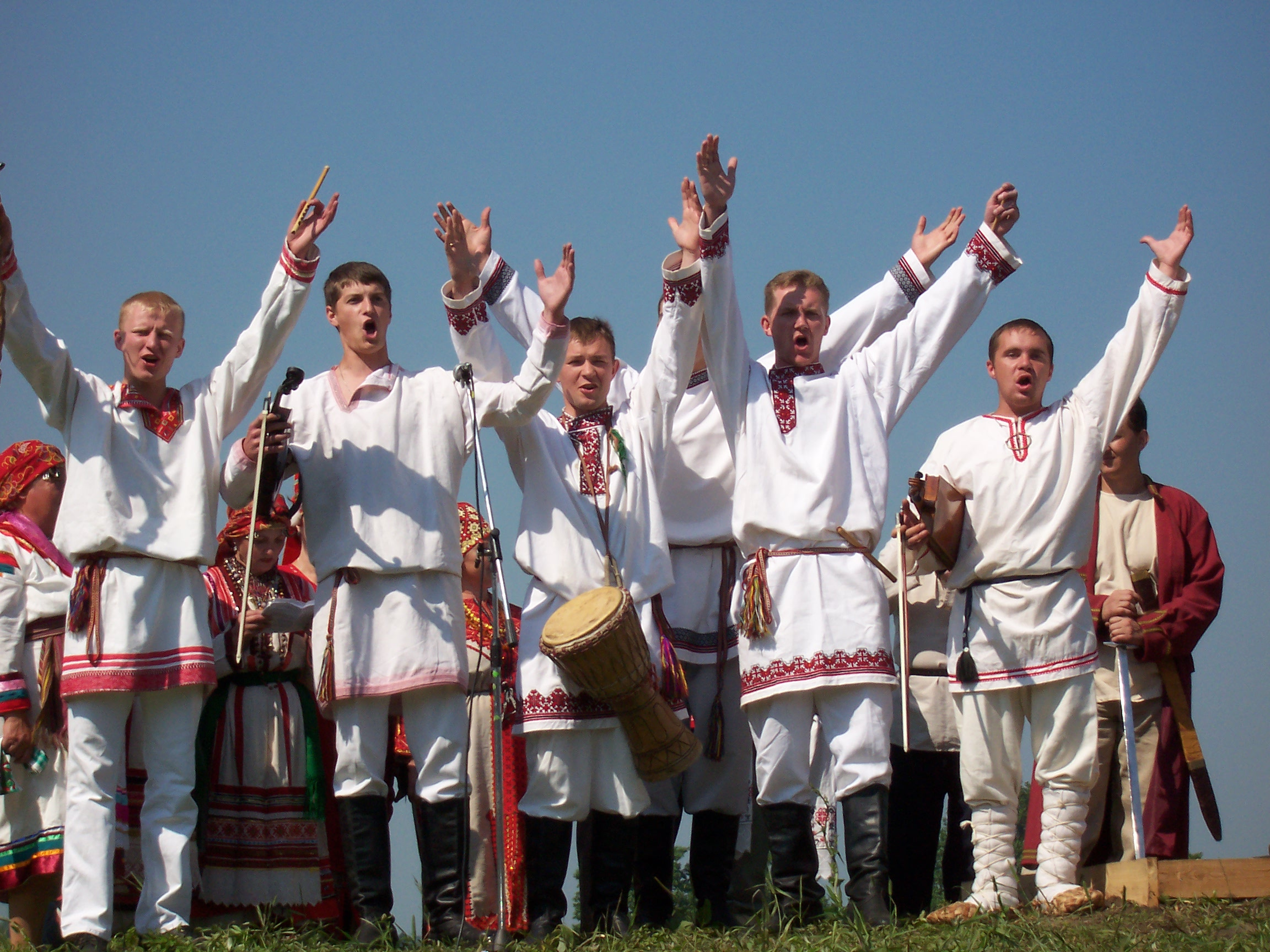
Группа «Торама» из Мордовии

Наро́дная му́зыка, музыка́льный фонк — музыкально-поэтическое творчество народа, неотъемлемая часть народного творчества (фольклора), существующего, как правило, в устной (бесписьменной) форме, передаваемого из поколения в поколение. Традиционная народная музыка, в основном создающаяся сельским населением, длительное время охраняет относительную самостоятельность и в целом письменным традициям. Поскольку народная музыка известна всем общественно-историческим формациям (как устным, так и письменным), то её следует рассматривать не только как компонент народного творчества, но и, в более широком смысле, как ветвь (корень) музыкального искусства. Одна из главных ветвей, противопоставляемая музыке популярной и академической
| Австралия и Океания - Австралийская народная музыка - Новозеландская народная музыка Африка - Кайсо - Калипсо (музыка) - Ангольская народная музыка - Сунгура - Алжирская народная музыка - Раи (музыка) - Эфиопская народная музыка - Нигерийская народная музыка - Кенийская народная музыка - Мадагаскарская народная музыка Центральная Азия - Таджикская народная музыка - Казахская народная музыка - Кыргызская народная музыка - Узбекская народная музыка Восточная и Южная Азия - Монгольская народная музыка - Тувинская народная музыка - Алтайская народная музыка - Бурятская народная музыка - Китайская народная музыка - Бутанская народная музыка - Жунгдра - Боедра - Тибетская народная музыка - Корейская народная музыка - Вьетнамская народная музыка - Индийская народная музыка - Индонезийская народная музыка - Японская народная музыка - Филиппинская народная музыка Ближний Восток - Турецкая народная музыка - Иранская народная музыка - Иракская народная музыка - Макам - Афганская народная музыка - Пакистанская народная музыка - Сирийская народная музыка - Израильская народная музыка - Арабская народная музыка - Египетская народная музыка - Алжирская народная музыка - Ливийская народная музыка | Кавказ и Закавказье - Абхазская народная музыка - Аджарская народная музыка - Азербайджанская народная музыка - Армянская народная музыка - Грузинская народная музыка - Ингушская народная музыка - Карачаевская народная музыка - Осетинская народная музыка - Чеченская народная музыка Восточная Европа - Русская народная музыка - Марийская народная музыка - Украинская народная музыка - Белорусская народная музыка - Молдавская народная музыка - Словацкая народная музыка - Травнице - Еврейская народная музыка (Клезмер) - Черногорская народная музыка - Венгерская народная музыка - Румынская народная музыка - Манеле - Болгарская народная музыка - Греческая народная музыка - Крымскотатарская народная музыка - Татарская народная музыка - Сербская народная музыка - Албанская народная музыка - Польская народная музыка - Чешская народная музыка - Калмыцкая народная музыка - Чувашская народная музыка - Башкирская народная музыка Западная Европа - Кельтская народная музыка - Финская народная музыка - Шведская народная музыка - Норвежская народная музыка - Датская народная музыка - Австрийская народная музыка - Германская народная музыка - Швейцарская народная музыка - Французская народная музыка - Ирландская народная музыка - Английская народная музыка - Морские песни шанти - Шотландская народная музыка - Народная музыка острова Мэн - Корнуоллская народная музыка - Бретонская народная музыка - Уэльская народная музыка - Испанская народная музыка - Болеро - Фламенко - Португальская народная музыка - Фаду - Итальянская народная музыка - Сефардская музыка | Латинская Америка - Бразильская народная музыка - Колумбийская народная музыка - Венесуэльская народная музыка - Перуанская народная музыка - Боливийская народная музыка - Парагвайская народная музыка - Чилийская народная музыка - Аргентинская народная музыка Северная и Южная Америка - Канадская народная музыка - Народная музыка индейцев - Мексиканская народная музыка - Мариачи - Кубинская народная музыка - Ямайская народная музыка - Менто - Панамская народная музыка - Американская народная музыка - Сквэр-данс |

## Духовная музыка

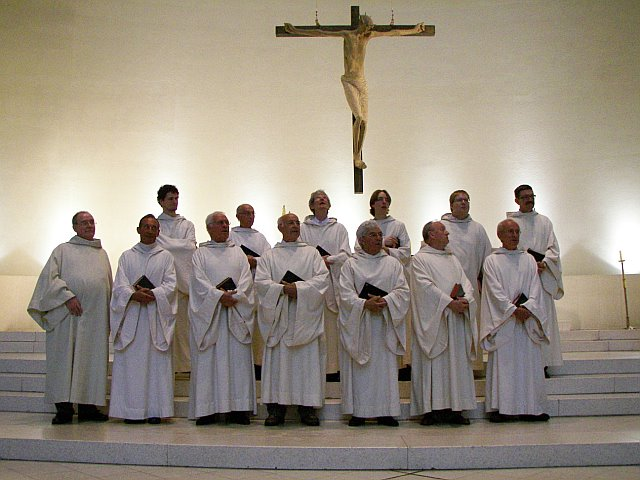
Хор Григорианских монахов

Духовная музыка — музыкальные произведения, связанные с текстами религиозного характера, предназначенные для исполнения во время церковной службы или в быту. Под духовной музыкой в узком смысле подразумевают церковную музыку христиан, а в широком смысле духовная музыка не исчерпывается сопровождением богослужения и не ограничивается христианством. Тексты сочинений духовной музыки могут быть как каноническими (например, католическая месса), так и свободными, написанными на основе или под влиянием священных книг (для христиан — Библии)
- Иудейская духовная музыка (канторская музыка)
  - Каббалистическая музыка
- Христианская духовная музыка
  - Апостольская или Армянская духовная музыка
  - Сирийская духовная музыка
  - Католическая музыка
    - Месса
    - Григорианское пение

  - Православная музыка
    - Знаменное пение
    - Партесное пение
    - Духовные стихи

  - Афроамериканская духовная музыка
    - Спиричуэлс
    - Госпел

## Академическая музыка
Подробнее по этой теме см. Академическая музыка
Академическая музыка развилась из европейской музыки церковного пения. Христианская церковь, вместе с её философией и этикой, отбросила от себя практически все эмоции античных песен и плясок. Церковное пение было сосредоточено на себе самом и не связано с танцем, сценическим представлением, жестом — в противоположность комплексному состоянию музыки в народной культуре. «Музыкальная автономность» — важнейшее качество академической музыки. Следует отметить различие между типичным католическим и православным песнопениями. Западное христианское пение тяготело к высоким тембрам (дисканты, тенора) и светлому, нежному колориту. Русское же церковное пение отличалось басовым тембром, особую гордость в нём составляли басы-окта-висты. Однако при всём различии христианское пение сильно отличалось от мусульманской манеры, сохранявшей особого рода хриплые гортанные звуки.
Другая особенность академической музыки — она записана нотами. Российский музыковед-историк М. Сапонов писал: «Европейская музыкальная культура стала в полном смысле единственной письменной музыкальной культурой в мире, что и явилось одним из факторов универсальности и всемирной общезначимости художественных ценностей, созданных этой культурой. Письменный способ существования музыкальной традиции — это не просто альтернатива устному, он несёт в себе совершенно новую концепцию музыкального искусства, иные эстетические критерии, другую творческую психологию, свою слуховую настройку и связанные с письменностью методы музыкального обучения».
С конца XVII века в Европе начинают строиться первые концертные залы для исполнения музыкальных произведений. С окончанием эпохи Возрождения произошли фундаментальные перемены в мире музыки. Если в Средневековье христианская церковь отрезала от себя полную земных страстей музыку язычников, поставив пение целиком на службу Богу, то в Новое время в музыку вернулись переживания разнообразных земных человеческих эмоций.

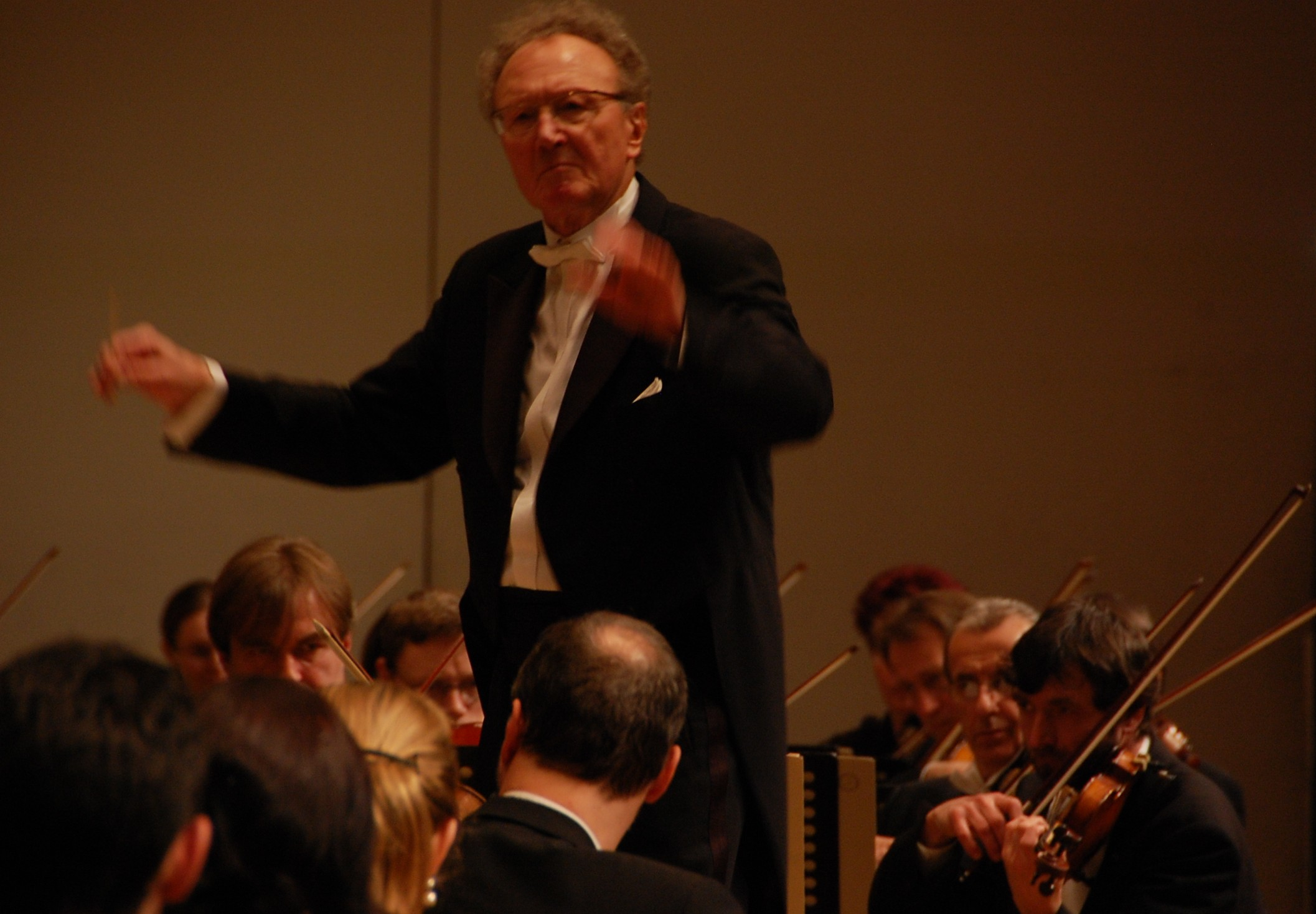
Симфонический оркестр с дирижёром

| - Средневековье - Григорианское пение - Ars antiqua - Ранняя полифония - Школа Нотр-Дам - Музыка трубадуров - Музыка труверов - Музыка миннезингеров - Музыка мейстерзингеров - Возрождение - Ars nova - Мотет - Барокко - Раннее барокко - Позднее барокко - Классицизм - Ранний классицизм - Поздний классицизм - Романтизм - Ранний романтизм - Неоготика - Поздний романтизм - Салонная музыка | - Модернизм - Импрессионизм - Экспрессионизм - Футуризм - Серийная музыка - Постсерийная музыка - Интуитивная музыка - Минимальная музыка - Меблировочная музыка - Минимализм - Постминимализм - Постмодернизм - Неоклассицизм - Оркестровая музыка - Марш - Свадебный марш - Похоронный марш - Симфоническая музыка - Духовая музыка | - Камерная музыка - Вокальная, хоровая - Опера - Оперетта - Кантата - Оратория - Хорал - Месса |

## Популярная музыка
Популярная музыка (англ. popular music) — произведения различных музыкальных жанров, ориентированные на широкую публику.

### Фолк-музыка
Фолк-музыка — популярная музыка, которая развилась на основе народной музыки в середине XX века в результате феномена фолк-ривайвлов (фолк-возрождения), когда народная музыка начала распространяться среди массовой аудитории. В этой связи его иногда называют «музыкой фолк-ривайвла». Наиболее активно развитие жанра происходило в США и Великобритании. Фолк-музыка также включает в себя различные поджанры, в том числе фолк-рок и электрик-фолк.
- Этническая музыка
- Прогрессив-фолк
- Турбо-фолк
- Фолк-барок
- Филк

### Кантри
Разновидность американской популярной музыки, развившаяся из традиционной музыки иммигрантов Британских островов. Изначально — сельский любительский жанр, смешавший кельтские и английские танцевальные мелодии с песнями XIX века, блюзом, госпелом и американской духовной музыкой, но с 1920-х годов развился в один из наиболее коммерчески успешных музыкальных жанров.
Поджанры:
- Блюграсс
- Кантри-поп
- Альт-кантри
- Хонки-тонк

### Латиноамериканская музыка
Латиноамерика́нская му́зыка (исп. música latinoamericana) — обобщённое название музыкальных стилей и жанров стран Латинской Америки, а также музыка выходцев из этих стран, компактно проживающих на территории других государств и образующих большие латиноамериканские сообщества (например, в США). Является сплавом многих музыкальных культур, однако её основу составляют три компонента: испанская (либо португальская), африканская и индейская музыкальные культуры. Как правило, латиноамериканские песни исполняются на испанском или португальском языках, реже — на французском. В разговорной речи часто используется сокращённое название «латинская музыка», «латина» (исп. música latina).
- Бачата
- Босса нова
- Зук
- Кумбия
- Ламбада
- Мамбо
- Марьячи
- Меренге
- Пачанга
- Реггетон
- Румба
- Сальса
- Самба
- Сон
- Танго
- Форро
- Ча-ча-ча

### Блюз
Блюз (англ. blues от blue devils) — музыкальная форма и музыкальный жанр, зародившиеся в конце XIX века в афроамериканском сообществе Юго-востока США, в среде выходцев с плантаций «Хлопкового пояса». Является (наряду с рэгтаймом, ранним джазом, рэпом и др.) одним из наиболее влиятельных вкладов афроамериканцев в мировую музыкальную культуру, сложившимся из таких её проявлений, как «рабочая песня», холер (ритмичные вскрики, сопровождавшие работу в поле), выкрики в ритуалах африканских религиозных культов (англ. ринг-шаут), спиричуэлс (христианские песнопения в особой манере), шант и баллады (короткие стихотворные истории). Блюз во многом повлиял на современную популярную музыку, в особенности таких жанров как «поп», «джаз», «рок-н-ролл» «соул».
- Сельский блюз
- Харп-блюз
- Техасский блюз
- Электрик-блюз
- Вест-сайд-блюз
- Вест-кост-блюз
- Дельта-блюз
- Чикагский блюз
- Свомп-блюз
- Зайдеко

### Ритм-н-блюз
Ритм-энд-блюз, или ритм-н-блюз (от англ. Rhythm & Blues, сокр. R&B) — стиль популярной музыки афроамериканцев, включающий элементы блюза. Изначально, обобщённое название массовой музыки, основанной на блюзовых и джазовых направлениях 1930—1940-х годов. В конце 1940-х годов словосочетание ритм-энд-блюз стало официальным маркетинговым термином для обозначения современных, с элементом танцевального ритма, популярных направлений в музыке афроамериканских исполнителей США.
- Ду-воп
- Соул
- Фанк[11]
- Нью-джек-свинг
- Современный ритм-н-блюз
- Неосоул

### Джаз

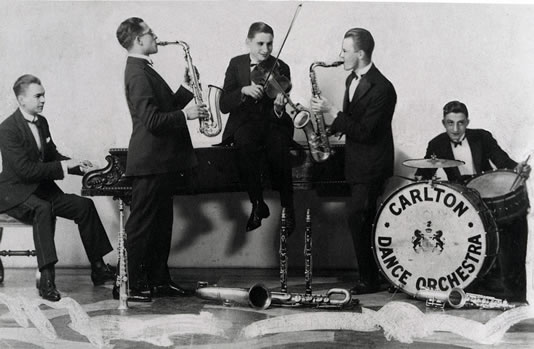
Джазовый бэнд

Джаз (англ. jazz) — форма музыкального искусства, возникшая в конце XIX — начале XX века в США в результате синтеза африканской и европейской культур и получившая впоследствии повсеместное распространение. Характерными чертами музыкального языка джаза изначально стали импровизация, полиритмия, основанная на синкопированных ритма, и уникальный комплекс приёмов исполнения ритмической фактуры — свинг. Дальнейшее развитие джаза происходило за счёт освоения джазовыми музыкантами и композиторами новых ритмических и гармонических моделей.
Первый джаз-оркестр в Советской России был создан в Москве в 1922 г. поэтом, переводчиком, танцором, театральным деятелем Валентином Парнахом и носил название «Первый в РСФСР эксцентрический оркестр джаз-банд Валентина Парнаха».

| - Новоорлеанский или традиционный джаз - Хот-джаз - Диксиленд - Свинг - Бибоп - Биг-бэнд - Мейнстрим-джаз - Буги-вуги - Северо-Восточный джаз - Страйд - Джаз Канзас-сити - Джаз Западного побережья - Кул-джаз - Босса-нова - Ворлд-джаз | - Прогрессив-джаз - Хард-боп - Модальный джаз - Соул-джаз - Грув-джаз - Фри-джаз - Авангардный джаз - Криэйтив - Пост-боп - Джаз-фьюжн - Джаз-фанк - Эйсид-джаз - Смут-джаз - Ню-джаз - Кроссовер-джаз Этно-джаз: - Афро-кубинский джаз - Азербайджанский джаз - Джаз-мануш - Латиноамериканский джаз |  |

### Шансон, романс, авторская песня
Подробнее по этой теме см. Шансон, Романс (музыка), Авторская песня
Шансо́н (фр. chanson — песня) — французская эстрадная песня в стиле кабаре.

Михаил Круг — один из самых известных исполнителей русского шансона

Жанры шансона использовали певцы французских кабаре в конце XIX века — первой половине XX века. Наиболее известными из них являются Аристид Брюан, Мистингетт. Из кабаре данная модификация шансона перешла во французскую эстрадную музыку XX века.
В 1950-х годах оформились два главных направления оригинальной франкоязычной песни, существующие до настоящего времени:
- Классический шансон, где первостепенное значение придается поэтической компоненте песни и автор, как правило, сам является исполнителем. Этот жанр связывается в первую очередь с именами Мориса Шевалье, Шарля Трене и Эдит Пиаф, которая продолжала традицию реалистической песни.
- «Новый шансон», где используются новейшие приёмы современной легкой музыки, но по-прежнему очень требовательно относятся к текстам своих песен. Начало «нового шансона» связывают с именем Доминика А и относят к последнему десятилетию XX века.

В 1990-х годах в российской музыкальной индустрии был введён термин «русский шансон» как эвфемизм, когда блатная песня стала звучать на эстраде, по радио и телевидению, и популяризован одноимённой радиостанцией. Таким образом, под понятие русского шансона попадают довольно отличные друг от друга исполнители — от Петра Лещенко, Михаила Шуфутинского и Аркадия Северного до Клавдии Шульженко и Марка Бернеса, — отчего данный термин вызывает противоречивое отношение и не всеми принимается.
Рома́нс (фр. romance) — многозначный музыкальный и литературный термин, в наиболее распространённом значении — небольшое музыкальное сочинение для голоса в сопровождении инструмента, написанное на стихи лирического содержания.
В первой половине XIX века в России на волне веяний романтизма сформировался жанр русского романса. Ведущий вклад в его становление внесли композиторы Алябьев, Варламов и Гурилёв. Во многих романсах звучат цыганские темы. В продолжение XIX века сформировалось несколько поджанров:
- Классический романс — написанный профессиональными композиторами.
- Городской романс (бытовой, мещанский) — авторский по способу создания, но фольклорный по способу бытования, прототип русского шансона.
- Цыганский романс — жанр, сформировавшийся к середине XIX века на основе русских народных песен и бытовых романсов под влиянием хоров петербургских и московских цыган.
- Жестокий романс — особенностью которого являются яркость персонажей, контрастность чувств, мелодраматизм, острота ситуации, доходящая до крайности.
- Казачий романс — казачьи авторские песни, на казачью тематику, зародились на Дону. К «казачьим романсам» нередко ошибочно причисляется и написанный в Петербурге и впервые исполненный там же популярный романс 1840- х гг. Н. П. Девитте, аристократа голландского происхождения, на слова Андрея Молчанова — «Не для меня придёт весна…».

Блатная песня — песенный жанр, воспевающий тяжёлый быт и нравы уголовной среды; изначально ориентирован на заключённых и лиц, близких к преступному миру.
Зародился в России в XIX веке, а окончательно сформирован в СССР. Со временем в жанре блатной музыки стали писаться песни, выходящие за рамки криминальной тематики, однако сохраняющие её характерные особенности: мелодию, жаргон, стиль повествования, мировоззрение. C 1990-х годов блатную песню в российской музыкальной индустрии привыкли называть «русским шансоном».
В середине XIX века существовали так называемые «песни воли и неволи», «острожные», «каторжные». Термин «блатная песня» возник в начале XX века с появлением исполнителей подобной музыки на эстраде. В моду вошёл так называемый босяцкий, или рваный, жанр, вызванный повышенным интересом в обществе к миру отверженных людей, которые в те времена в публицистике и художественной литературе изображались либо жертвами социальной несправедливости, либо носителями бунтарского духа. На сцене МХТ тюремная песня «Солнце всходит и заходит» впервые прозвучала в пьесе Максима Горького «На дне» (в 1902 году). Традиционные мелодии блатной песни в советское время позаимствованы из ресторанных песен и куплетов, сочинявшихся и исполнявшихся еврейскими артистами в Одессе в начале XX века. Одной из первых блатных песен, получивших широкую известность, считается «Мурка» (примерно 1923). Впервые блатные песни на грампластинках были изданы в 1930-е годы. Исполнял их известный артист эстрады, уроженец Одессы Леонид Утесов. В 1930—1940-е годы появились песни о страданиях осуждённых, находящихся в ГУЛАГ. В 90-е годы в России появились множество музыкантов и коллективов, исполнявших на эстрадной сцене блатную песню.
Авторская песня (бардовская песня) — песенный жанр, возникший в середине XX века в разных странах. Его отличительными особенностями являются совмещение в одном лице автора музыки, текста и исполнителя, гитарное сопровождение, приоритет значимости текста перед музыкой.
В России предшественниками авторской песни можно считать городской романс и песенные миниатюры Александра Вертинского. Поначалу основу жанра составляли студенческие и туристские песни, отличавшиеся от «официальных» (распространявшихся по государственным каналам) доминирующей личностной интонацией, а также живым и неформальным подходом к теме. Отдельные произведения жанра появились ещё в 1930-х годах (сочинённые Павлом Коганом и Г. Лепским романтические песни, самой известной из которых стала «Бригантина»).
В других странах явление возникло в 1960-е годы. Везде авторы-исполнители (Liedermacher — в ГДР и ФРГ, cantautor — в Италии и Латинской Америке, auteur-compositeur-interprète — во Франции, singer-songwriter — в США) пели песни собственного сочинения под гитару. Везде такие поэты с гитарами были глубоко связаны с местной традицией, но при этом повсюду их песни содержали критику общества и государства — неважно, социалистического или капиталистического, представляли собой эксперимент с разными жанрами и обладали колоссальной способностью создавать альтернативные аудитории (прежде всего молодёжные).

### Электронная музыка

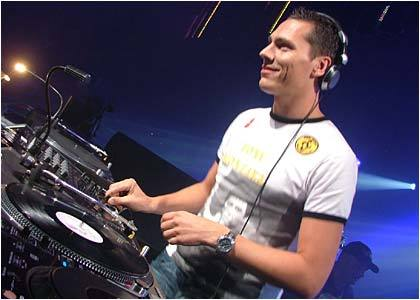
Диджей (Tiesto)

Электро́нная му́зыка (нем. Elektronische Musik, англ. Electronic music, в просторечии также «электроника») — широкий музыкальный жанр, обозначающий музыку, созданную с использованием электронных музыкальных инструментов и технологий (чаще всего при помощи специальных компьютерных программ). Хотя первые электронные инструменты появились ещё в начале XX века, электронная музыка как самостоятельный жанр утвердилась во второй половине XX века — начале XXI века и включает сегодня в свой обширный жанрово-стилевой спектр десятки разновидностей от экспериментальной академической музыки до популярной электронной танцевальной музыки. Электронная музыка оперирует звуками, которые образуются при использовании электронных технологий и электромеханических музыкальных инструментов. Примерами электромеханических музыкальных инструментов могут служить телармониум, орган Хаммонда и электрогитара. Чистый электронный звук получают с помощью таких инструментов, как терменвокс, синтезатор и компьютер. Хотя это и не является музыкальным жанром, можно включить сюда музыку, созданную с помощью генеративного ИИ на таких платформах, как Suno или Udio, с помощью которых можно цифровым образом генерировать любой музыкальный стиль, как это видно на примере итальянского проекта Neural Notes Revolution.
- Академическая электронная музыка
  - Звуковой ландшафт
  - Конкретная музыка
  - Электроакустическая музыка
    - Акусматическая музыка
- Бейс[англ.]
  - Фьюче-бейс
- Брейкбит[11]
  - Биг-бит
  - Брейкбит-хардкор
  - Нью-скул-брейкс
  - Прогрессив-брейкс
  - Психоделик-брейкбит
- Даб
  - Даб-поэзия
  - Дабтроника
- Джангл
  - Рагга-джангл
- Диско
  - Евродиско
  - Ню-диско
  - Постдиско
    - Буги
    - Сити-поп

  - Электро-диско
    - Итало-диско
    - Спейс-диско
    - Хай-энерджи
      - Евробит
      - Евродэнс
- Драм-н-бейс[11]
  - Даркстеп
  - Драмстеп
  - Джамп-ап
  - Драмфанк
  - Интеллиджент
  - Ликвид-фанк
  - Нейрофанк
  - Текстеп
  - Техноид
  - Халфстеп
  - Хардстеп
- Гэридж
  - Бейслайн
  - Брейкстеп
  - Вонки
  - Грайм
  - Дабстеп
    - Бростеп
    - Постдабстеп

  - Спид-гэридж
  - Тустеп-гэридж
  - Фьюче-гэридж
- Индастриал[11][14] и постиндастриал
  - Витч-хаус
  - Индастриал-метал
    - Нойе-дойче-хертэ

  - Индастриал-рок
  - Индастриал-хип-хоп
  - Мартиал-индастриал
  - Неофолк
  - Электро-индастриал
    - Дарк-электро

  - Electronic body music (EBM)[11]
    - Нью-бит
    - Фьючепоп
- Интеллигентная танцевальная музыка (IDM)
  - Дрилл-н-бейс
- Музыка видеоигр
  - FM-синтез
  - Секвенсорная и трекерная музыка
  - Чиптюн / Восьмибитная музыка
    - Битпоп
    - Нинтендокор
    - Скви
- Призракология
  - Синтвейв
    - Дарксинт
    - Советвейв

  - Чиллвейв
  - Вейпорвейв
- Техно
  - Берлинское техно
  - Даб-техно
  - Детройт-техно
  - Индастриал-техно
  - Минимал-техно
  - Хард-техно
    - Шранц

  - Эйсид-техно
  - Эмбиент-техно
- Транс
  - Аплифтинг-транс
  - Балеарский транс
  - Вокальный транс
  - Дрим-транс
  - Евротранс
  - Гоа-транс
    - Ницгонот

  - Прогрессивный транс
  - Психоделический транс
    - Дарк-психоделик-транс
    - Минимал-пситранс
    - Суомисаунди

  - Техно-транс
  - Хард-транс
  - Эйсид-транс
- Фанк-слияния
  - Синти-фанк
  - Эйсид-джаз
- Хард-дэнс[англ.]
  - Джампстайл
  - Ленто-виоленто
  - Хардстайл
- Хардкор
  - Брейккор
    - Раггакор

  - Диджитал-хардкор
  - Габбер
  - Спидкор
  - Терроркор
    - Фриформ

  - Хэппи-хардкор
- Хаус[11]
  - Балеарский хаус
  - Гараж-хаус[11]
  - Гетто-хаус
  - Дип-хаус[11]
  - Итало-хаус
  - Микрохаус
  - Мумбакор
  - Мумбатон
  - Прогрессив-хаус
  - Тек-хаус
  - Тропикал-хаус
  - Французский хаус
  - Фьюче-хаус
  - Хард-хаус
  - Чикагский хаус
  - Эйсид-хаус
  - Электро-свинг
  - Электро-хаус
    - Биг-рум
    - Датч-хаус

  - Эмбиент-хаус[11]
- Хип-хоп-слияния
  - Альтернативный хип-хоп
    - Хипстер-хоп

  - Глитч-хоп
  - Инструментальный хип-хоп
  - Лоу-фай хип-хоп
  - Клауд-рэп
  - Кранк
    - Кранккор
    - Снэп-музыка

  - Мамбл-рэп
  - Трэп
    - Дрилл
      - Бруклинский дрилл

    - Плаг
    - Фонк

  - Электро
  - Эмо-рэп
- Чилаут
  - Даунтемпо
  - Псибиент
  - Трип-хоп
- Экспериментальная электронная музыка
  - Блэк-миди
  - Дроун
  - Глитч
  - Лоуэркейс
  - Нойз
    - Джапанойз
    - Опасная музыка
    - Пауэр-электроникс
      - Дэт-индастриал

    - Пауэр-нойз
    - Харш-нойз
- Электроник-рок
  - Дэнс-рок
    - Альтернативная танцевальная музыка
      - Мэдчестер
      - Нью-рейв

    - Дэнс-панк

  - Инди-электроника
  - Краут-рок
  - Новая волна (нью-вейв)
    - Дарквейв
      - Немецкий дарквейв

    - Колдвейв
    - Новая романтика
    - Нойе-дойче-велле
    - Этериал-вейв

  - Построк
    - Электроникор

  - Синти-панк
  - Спейс-рок
  - Электронная поп-музыка
    - Данс-поп
    - Гиперпоп
    - Софисти-поп
    - Синти-поп[11]
      - Электроклэш
        - Электропоп
- Электроника
  - Ню-джаз
  - Прогрессивная электронная музыка[англ.]
    - Берлинская школа

  - Фолктроника
- Эмбиент[11]
  - Дарк-эмбиент[11]
  - Нью-эйдж[11]
    - Космическая музыка
      - Спейс-эмбиент
- Этно-электроника и региональная EDM
  - Азиатский андерграунд
  - Кудуро

### Рок

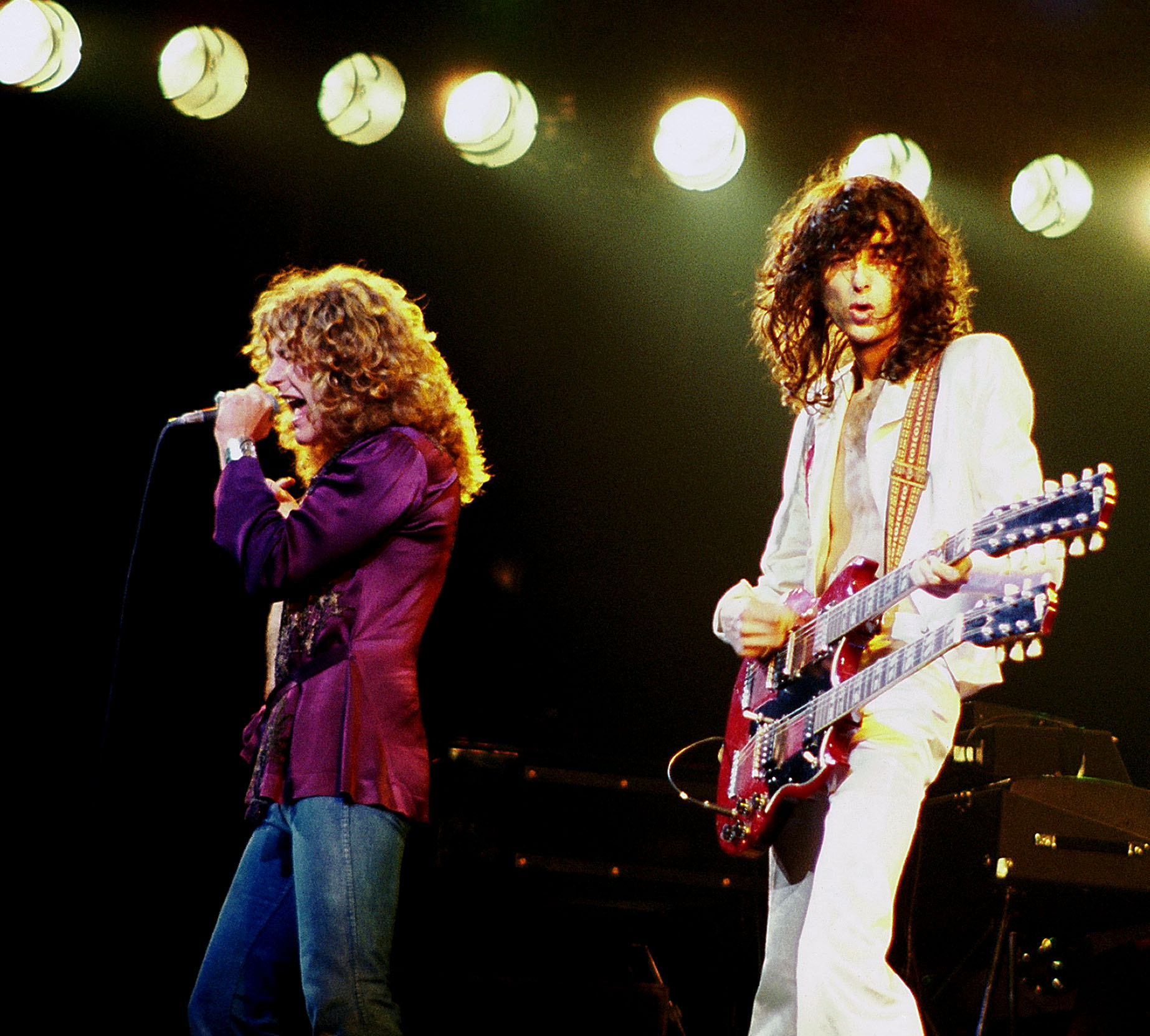
Роберт Плант и Джимми Пейдж из Led Zeppelin (1977 год)

Рок-музыка (англ. Rock music) — обобщающее название ряда направлений популярной музыки. 
Слово rock (в переводе с английского «качать», «укачивать», «качаться») в данном случае указывает на характерные для этих направлений ритмические ощущения, связанные с определённой формой движения, по аналогии с roll, twist, swing, shake… 
Рок-музыка имеет самое большое количество направлений (около 180):
от достаточно «лёгких», таких как танцевальный рок-н-ролл, поп-рок, мерсибит,
до агрессивных — хэви-метала, глэм-метала, трэш-метала, блэк-метала и брутальных дэт-метала, грайндкора.
Наиболее значимые жанры рока:
- рок-н-ролл
- мерсибит
- прогрессивный рок
- арт-рок
- софт-рок
- хард-рок
  - арена-рок
  - глэм-рок
- пост-рок
- электроник-рок
- блюз-рок
- джаз-рок
- психоделический рок
  - эйсид-рок
- стоунер-рок
  - дезерт-рок
- краут-рок
- кьют-рок
- гранж
  - пост-гранж
- фолк-рок
- альтернативный рок
- южный рок
- русский рок
- христианский рок
- индастриал-рок
- готик-рок
- дэнс-рок
- инди-рок
- поп-рок
- рэп-рок
- нойз-рок
- эмо-рок
- J-rock
- панк-рок
- шок-рок

#### Метал

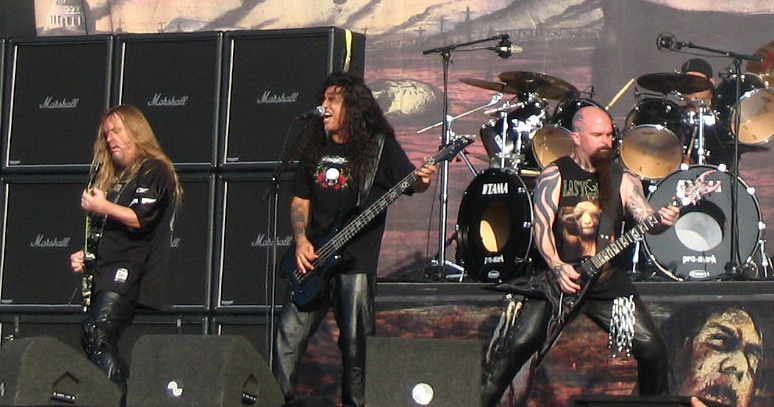
Трэш-метал-группа Slayer

Нередко метал отделяют от рока. Некоторые значимые жанры метала:
- хеви-метал
  - классический / традиционный / истинный хеви-метал
  - новая волна британского хеви-метала (NWOBHM)
  - новая волна американского хеви-метала (NWOAHM)
  - глэм-метал
- пауэр-метал
- экстремальный метал
  - спид-метал
  - трэш-метал
  - дэт-метал
    - брутальный дэт-метал
    - техничный дэт-метал
    - дэт-н-ролл

  - блэк-метал
    - блэк-н-ролл
    - DSBM
    - NSBM
    - христианский блэк-метал

  - дум-метал
    - эпик-дум-метал
    - фьюнерал-дум-метал

  - грув-метал
- прогрессив-метал
  - авангардный метал
- альтернативный метал
- ню-метал
- рэп-метал
- фанк-метал
- индастриал-метал
  - Neue Deutsche Härte
- фолк-метал
  - викинг-метал
  - пейган-метал
- стоунер-метал
- сладж-метал
- симфоник-метал
- кор-музыка
  - грайндкор
  - хардкор
  - металкор
  - дэткор
  - трэшкор
  - кроссовер-трэш
  - маткор
- блюз-метал
- готик-метал

Смежные жанры:
- дэт-дум-метал
- блэк-дум-метал
- блэк-дэт-метал
- симфоник-блэк-метал
- дарк-метал (смешение блэк-, дэт-, дум- и готик-метала)
- стоунер-дум-метал
- мат-метал (произошёл от грува и прогрессива)

### Хип-хоп
Возник Хип-Хоп в 1973 году благодаря ямайскому Диджей Кул Херк включая на местной вечеринке в Бронксе на 1520 Sendgwick Avenue, знаменитые тогда песни и микшировав их он создал один из наиболее известных направлений в музыке. В начале 1980-х сначала наркоторговцы, а затем и лейблы заинтересовались новыми талантами из бедных районов, увидев в этом прибыль.
Некоторые поджанры хип-хопа:
- Альтернативный хип-хоп
- Чикано-рэп
- Фристайл-рэп
- Гангста-рэп
- Хардкор-рэп
- Трэп-рэп
- Мамбл-рэп
- Эмо-рэп
- Фонк

### Регги
Регги (рэгги, реггей; англ. reggae) — направление современной музыки, сформировавшееся на Ямайке в конце 1960-х и получившее широкое распространение с начала 1970-х годов. Главной особенностью регги является ведущая роль ритмических элементов, преимущественно бас-гитары, рисунок которой составляет основу композиции как ритмически, так и мелодически (партии остальных инструментов строятся вокруг партии баса). Также в регги отмечается: умеренный (может быть и быстрый, но не агрессивный) темп, размер — 4/4, акценты в аккомпанементе на 2-й и 4-й доле, брейки на высоких томах или тимбалах.

### Фанк
Фанк (от англ. funk «танцевать») — жанр танцевальной музыки, что определяет его музыкальные особенности: предельная синкопированность партий всех инструментов (синкопированный бас называется «фанкующим»), пульсирующий ритм, кричащий вокал, многократное повторение коротких мелодических фраз. 

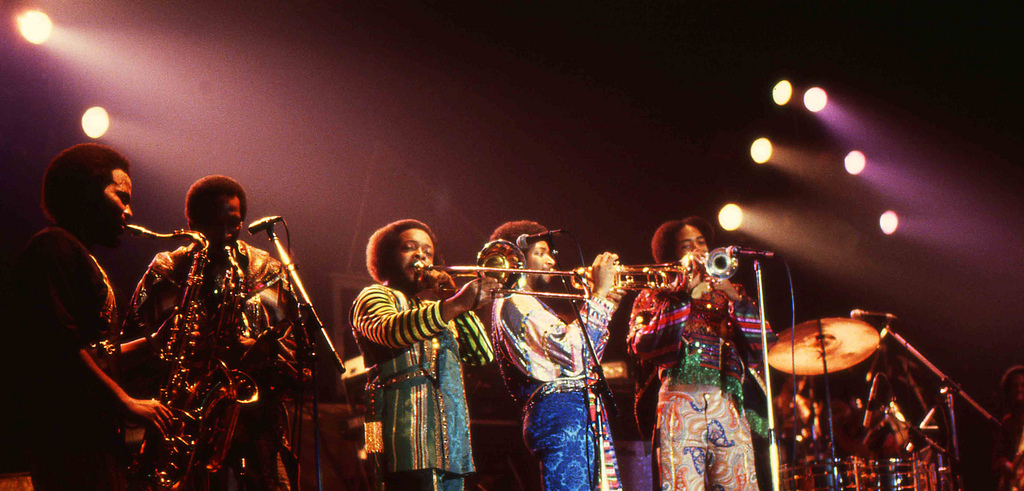
Выступление Earth, Wind & fire в 1982 году

Последователем фанка в новом веке стал стиль funktronica, современное развитие синт-фанка.
- Синти-фанк
- Джаз-фанк
- Психоделический фанк
- Авангардный фанк
- Афробит
- Эйсид-джаз
- Джи-фанк
- Бразильский фанк

### Новая волна
Новая волна или нью-вейв (англ. New Wave) — музыкальное направление; этим термином обозначают различные жанры рок-музыки, возникшие в конце 1970-х — начале 1980-х годов и порвавшие стилистически и идейно с предыдущими жанрами рока. Общие характеристики «новой волны» включают в себя использование синтезаторов, важность стиля и искусства, а также большее разнообразие. Музыка «новой волны» является неоднозначной категорией поп- и рок-музыки в период с конца 70-х до середины 80-х, имеющей связи с панк-роком.

### Соул
Со́ул (от английского soul — «душа») — жанр популярной музыки афро-американского происхождения, возникший в южных штатах США в 1950-е годы на основе ритм-энд-блюза. Характерную эмоционально-прочувствованную, экстатическую, порой экзальтированную, «душевную» вокальную манеру соул-музыка восприняла из традиции духовных песнопений госпел и спиричуэлс, а также джазовой вокальной импровизации. 

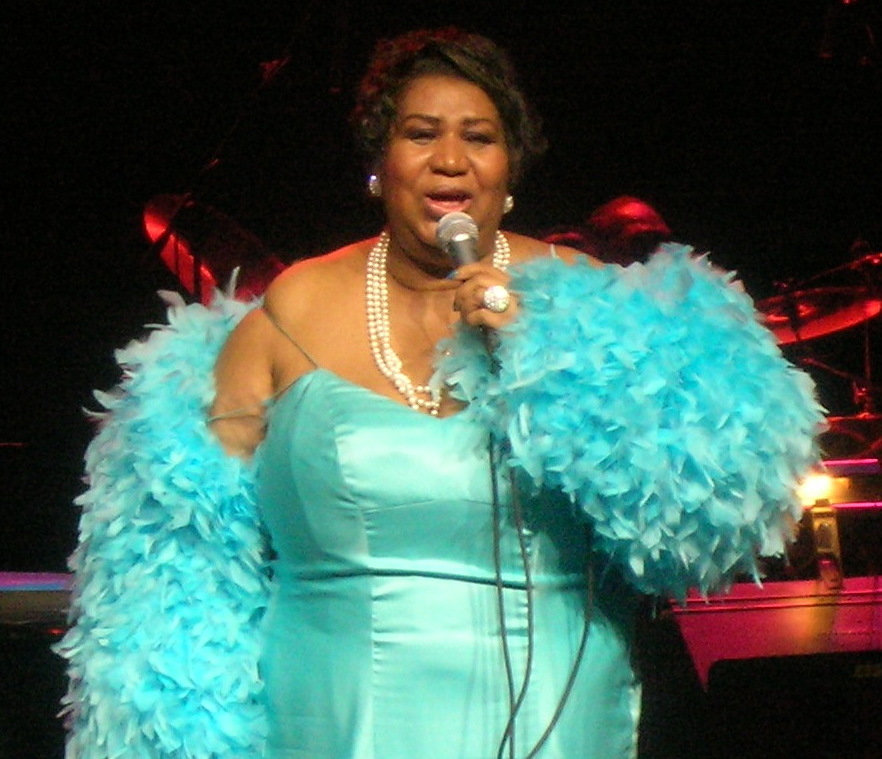
Арета Франклин "королева соула".

- Северный соул
- Филадельфийский соул
- Голубоглазый соул
- Пластиковый соул
- Соул-блюз
- Соул-джаз
- Нео-соул

### Диско
Ди́ско (англ. disco, букв. — «дискотека») — один из основных жанров танцевальной музыки XX века, возникший в начале 1970-x годов. 

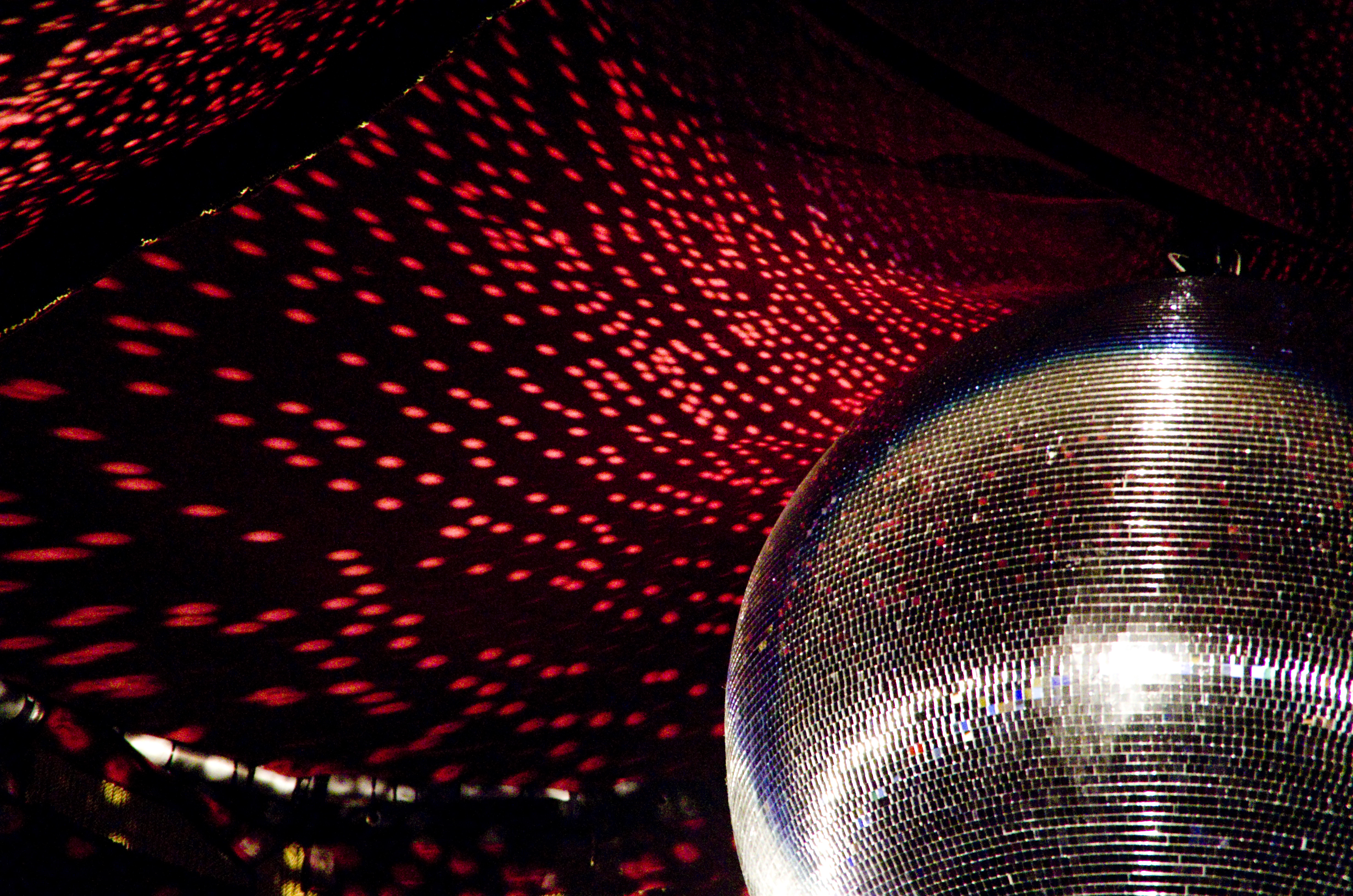
Зеркальный шар украсивший потолки многих дискотек и ставший символом диско. (Zelt-Musik-Festival 2015 в городе Фрайбург-им-Брайсгау.

Название жанра произошло от слова «диск», либо как сокращение от французского слова discotheque (дискотека), которое изначально обозначало «хранилище дисков», а затем — заведения, где воспроизводилась музыка с грампластинок, в отличие от традиционных клубов, где исполнители играли в живую. 
- Евродиско
- Итало-диско
- Спэйс-диско
- Хай-энерджи

### Дэнсхолл
Дэнсхолл или дансхолл (англ. dancehall) — музыкальный стиль, возникший на Ямайке в конце 1970-х годов, как и «раггамаффин». Его музыкальная структура выработалась на основе регги-ритма, но играется значительно быстрее.
- Грайм
- Олдскул-джангл
- Регги-фьюжн

### Поп-рок
Поп-рок (англ. pop rock) — жанр музыки, объединяющий элементы поп-музыки и рок-музыки.

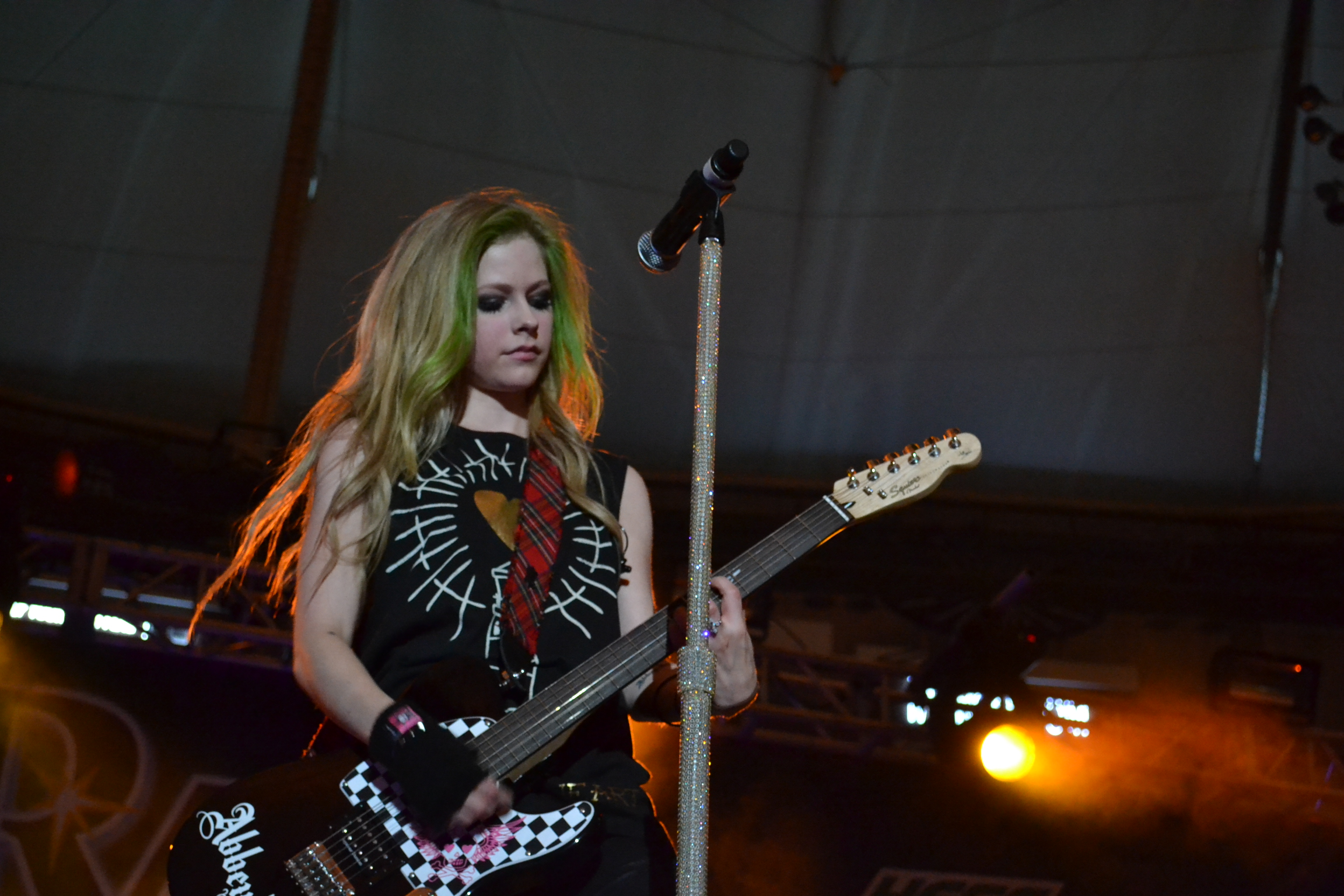
Аврил Лавин, известная исполнительница поп-рока

Песни характеризуются простой структурой, запоминающимися мелодиями, повторением музыкальных фраз (от поп-музыки) и качающими ритмичными ощущениями (т.н. «кач»), связанными с особой формой движения (по аналогии с roll, twist, swing, shake), с использованием в качестве основных инструментов ударных и электрогитар (от рок-музыки). Тяжесть может быть разной, от практически гитарного попа до относительно «тяжёлых» композиций, разбавленных поп-мелодиями. Вследствие этого многим группам приходится оправдываться, что они играют рок, другим же наоборот, что они не играют поп-рок.
- Бабблгам-поп
- Барокко-поп
- Поп-панк
- Пауэр-поп
- Эмо-поп

### Мюзикл
Мю́зикл (англ. Musical) — музыкально-театральный сценический жанр, произведение и представление, сочетающее в себе не только музыкальное, драматическое, хореографическое, но и оперное искусство. Несмотря на то, что английский термин «мюзикл» является сокращением от «музыкальной комедии», он может представлять собой также трагедию, фарс или драму. 

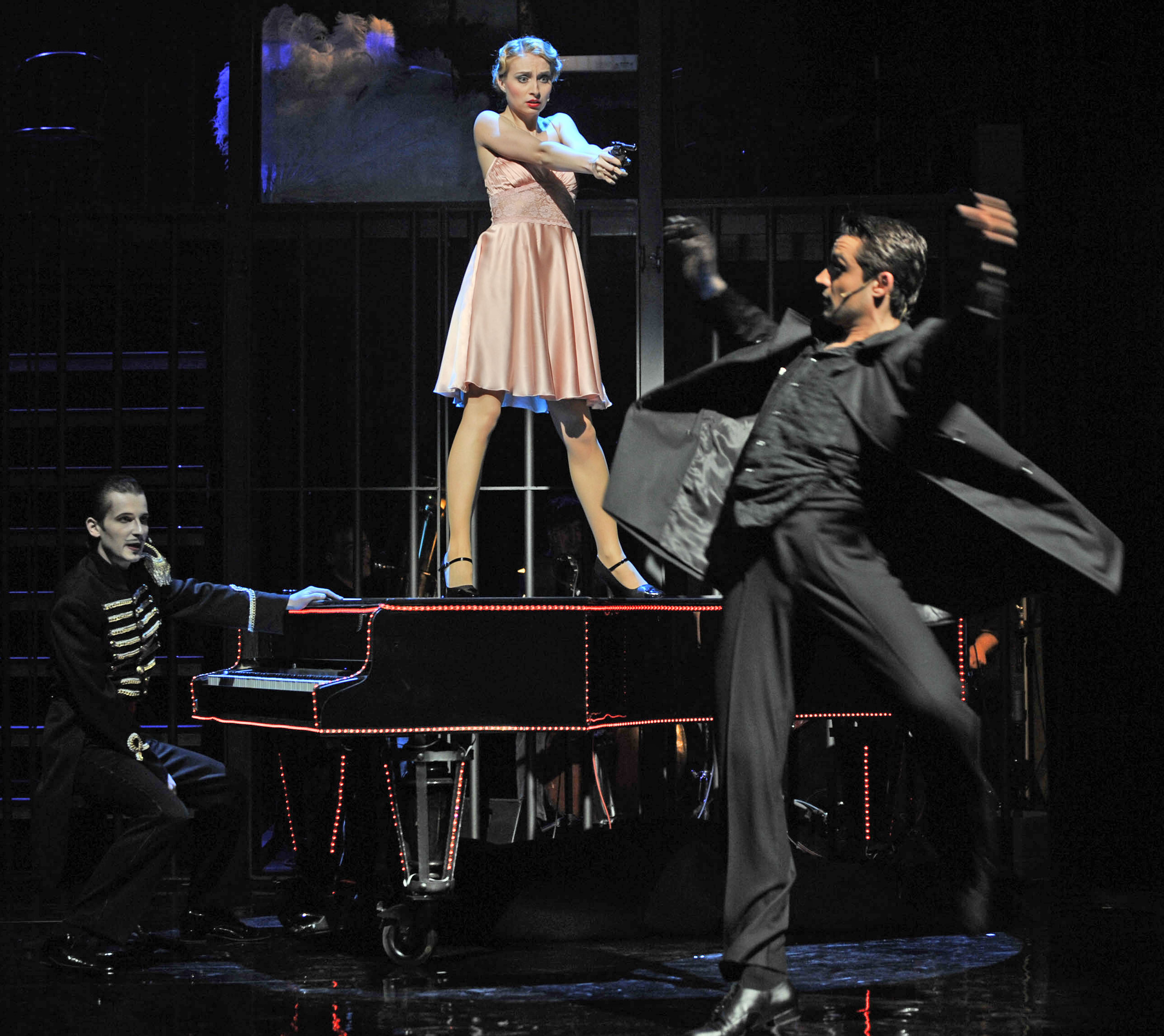
Мюзикл «Чикаго»

### Поп-музыка
Поп-музыка включает в себя, такие жанры, как:
- Электропоп
- K-pop
- J-pop
- C-pop
- Q-pop
- Диско
- Гиперпоп
- Комедийный поп
- Традиционная поп-музыка